# Snijeg
Snijeg es una película dramática de 2008. Esta película marca el debut como directora en un largometraje de Aida Begić.

## Argumento
La película tiene lugar en el otoño de 1997, en la pequeña aldea bosnia de Slavno, en Bosnia central. Solo quedan las mujeres y las niñas, junto con un abuelo y un niño. Todos los hombres han desaparecido a causa de la guerra de Bosnia.
La más emprendedora de las mujeres, Alma, una joven viuda, intenta ayudar a las familias a sobrevivir produciendo mermelada de ciruelas y pasteles, pero el pueblo está demasiado lejos del mercado para tener clientes. Accidentalmente, ella y otras mujeres conocen a un camionero de Zvornik, llamado Hamza, que les ofrece llevar las mercancías al mercado el miércoles siguiente. Sin embargo, no se presenta según lo acordado.
De repente, Miro y Marc, agentes de una empresa extranjera respaldada por los serbios, entran en la ciudad y proponen comprar toda la zona por 70.000 marcos. Después de discutir la propuesta, la mitad de las mujeres del pueblo están de acuerdo, con la esperanza de tener una vida mejor en la ciudad. Sin embargo, Alma y su vieja y enferma suegra Safija resisten, incluso cuando se acerca el invierno y la aldea corre el riesgo de permanecer completamente aislada del mundo exterior. Tras un mal funcionamiento de su coche y una tormenta repentina, los comerciantes contratados se ven obligados a permanecer en el pueblo: uno de ellos, Miro, resulta herido y finalmente revela que los cuerpos de los niños perdidos están enterrados en la Cueva Azul. Todos los aldeanos viajan para encontrar los restos y reconciliarse con sus recuerdos. Al día siguiente, la primera nevada comienza a caer suavemente, cuando Hamza, el camionero que propuso llevar sus mercancías al mercado, llega.

## Reparto
- Zana Marjanović como Alma
- Jasna Beri como Nadija
- Sadžida Šetić como Jasmina
- Vesna Mašić como Safija
- Emir Hadžihafizbegović como Mehmed
- Irena Mulamuhić como Nena Fatima
- Jelena Kordić como Sabrina
- Jasmin Geljo como Miro
- Dejan Spasić como Marc
- Alma Terzić como Lejla
- Muhamed Hadžović como Hamza
- Benjamin Đip como Ali
- Nejla Keškić como Zehra
- Mirna Ždralović como Hana
- Emina Mahmutagić como Azra